# Tàngara de Rieffer
La tàngara de Rieffer (Chlorornis riefferii) és una espècie d'ocell sud-americà de la família de les tàngares (Thraupidae), l'única del gènere Chlorornis. És autòcton dels boscos andins de Colòmbia,l'Equador, el Perú i Bolívia.